# José de Carvajal y Lancáster
José de Carvajal y Lancáster (Càceres, 1698 - Madrid, 8 d'abril de 1754) va ser un polític i diplomàtic espanyol actiu durant els regnats de Felip V i Ferran VI.
Després d'una brillant carrera diplomàtica, de la seva carrera política destaca durant el regnat de Ferran VI, quan és nomenat secretari d'Estat, a instàncies del marquès de La Ensenada per a substituir a Sebastián de la Cuadra. A la fi de la Guerra de Successió Austríaca, signada la pau d'Aquisgrà el 1748, i seguint el mateix desig que els monarques, Carvajal va mantenir una política de neutralitat de la monarquia, contrària a la que propugnava el marquès de La Ensenada. A més, la posició d'ambdós ministres diferien en l'àmbit internacional: Ensenada s'inclinava per mantenir una relació estreta amb l'altre tronc de la dinastia Borbó, mentre que Carvajal apostava per mantenir una aliança amb Gran Bretanya.
Durant l'exercici del càrrec va arribar a un acord amb el Sacre Imperi per tal de mantenir l'equilibri polític a la península italiana i va signar un nou concordat amb la Santa Seu, que augmentava les possibilitat d'intervenció de la monarquia dins de l'Església espanyola.
Va ser president de la Junta de Comerç i Moneda, fundador de l'Acadèmia de Belles Arts i oïdor de la Cancelleria de Valladolid. Va ser el cinquè director de la Reial Acadèmia Espanyola, escollit el 13 de maig de 1751, ocupà el càrrec fins a la seva mort. La seva elecció va ser a través d'una dispensa estatutària de la institució demanada a Ferran VI, perquè Carvajal pogués esdevenir-ne director sense ser-ne acadèmic.
En morir Carvajal el 1754 i caure en desgràcia Ensenada, Ricardo Wall y Devereux es va convertir en el nou home fort de la monarquia.